# Caudium (logiciel)
Pour les articles homonymes, voir Caudium.
À l'origine basé sur Roxen 1.3, le logiciel Caudium est un serveur HTTP multithread et monolithique. À l'instar de Cherokee, Caudium se configure par le biais d'une interface web. Une autre de ses caractéristiques notables, héritée du serveur web Roxen, est qu'il est capable d'interpréter le RXML, un langage de balisage interprété côté serveur qui permet d'étendre le HTML. 

## Fonctionnalités
- Configuration via une interface web.
- Webmail intégrable : Camas.
- Fichiers de log configurables : UltraLog.
- Création de nouvelles balises en Pike.
- Création de nouveaux modules en Pike.

Les fichiers de log peuvent être analysés grâce à des logiciels comme AWStats et Webalizer.

## Informations
- Version stable: 1.4.18, publiée le 25 février 2012.
- Licence: GNU GPL
- Système d'exploitation: GNU/Linux, BSD